# Адам Франц Карл (Шварценберг)
Адам Франц Карл Евсебий фон Шварценберг (на немски: Adam Franz Karl Eusebius zu Schwarzenberg, на чешки: Adam František Karel Euseb kníže ze Schwarzenbergu; * 25 септември 1680, Линц; † 11 юни 1732 при Брандайз на Елба) е немско-бохемски благородник, 3. княз на Шварценберг (1703 – 1732), ландграф в Клетгау (1703 – 1732), покнязен граф на Зулц, и австрийски „Оберстхофмаршал“.

## Живот
Той е син на княз Фердинанд Вилхелм Евсебий фон Шварценберг (1652 – 1703) и съпругата му графиня Мария Анна фон Зулц (1653 – 1698), наследничка на графовете на Зулц.
Адам Франц Карл става императорски кемерер и истински таен съветник, от 1711 до 1722 г. е „Оберстхофмаршал“, от 1722 до смъртта си 1732 г. „Оберстщалмайстер“. Той получава „ордена на Златното руно“.
Шварценберг е издигнат на 28 септември 1723 г. на херцог на Крумау. От император Карл VI е поканен на лов на елени в императорските собствености при Брандайз, където куршум на императора го ранява. Той умира на следващия ден от тежките си рани на 11 юни 1732 г. в Брандис над Лабем. Погребан е на 25 юни 1732 г. във фамилната гробница в Августинската църква във Виена. Сърцето му е погребано в църквата „Св. Файт“ в Крумау, вътрешностите му в църквата „Св. Егидий“ в Требон.

## Фамилия
Адам Франц Карл Евсебий се жени на 6 декември 1701 г. във Виена за принцеса Елеонора фон Лобковиц (* 20 юни 1682, дворец Мелник; † 5 май 1741, дворец Шварценберг, Виена), дъщеря на княз Фердинанд Август фон Лобковиц, херцог на Саган (1655 – 1715), и втората му съпруга маркграфиня Мария Анна Вилхелмина фон Баден-Баден (1655 – 1701), дъщеря на маркграф Вилхелм фон Баден-Баден. Те имат децата:
- Йозеф I Адам (1712 – 1782), 4. княз на Шварценберг, женен на 22 август 1741 г. при Теплице за принцеса Мария Терезия фон Лихтенщайн (1721 – 1753)
- Мария Анна (1706 – 1755), омъжена на 18 март (април) 1721 г. в дворец Чески Крумлов за маркграф Лудвиг Георг Симперт фон Баден-Баден (1702 – 1761)